# Antoine Fornelli
Antoine Fornelli, né à Lyon le 23 août 1919, mais Corse d'origine (Lumio et non Bastia) et décédé à Nouméa le 13 octobre 1999, est un ancien combattant d’Indochine, armurier, planteur et éphémère responsable territorial autoproclamé de la jeune nation de Tanna le 23 juin 1973 à Tanna.

## Biographie
Il quitte Lyon en 1969 pour venir s'établir sur l'île d'Efate et y exploiter une cocoteraie.
Proche des gens de l'île de Tanna il devint une sorte de conseiller des chefs locaux ce qui l'incite à créer un mouvement dénommé "Union des travailleurs autochtones" qui reçut rapidement plus de 1.300 adhésions. Fort de cet appui il proclama l'indépendance de l'île de Tanna le 24 mars 1974 et alla jusqu'à poser un ultimatum tant à la Reine d'Angleterre qu'au président de la République française!
Mais la France et l'Angleterre qui exerçaient un condominium sur cette île ne l'entendirent bien sûr pas de la sorte…
Le 8 juin, en effet, les troupes françaises occupent l’île et le 29 juin les autorités du condominium mirent fin à l'indépendance en arrêtant Antoine Fornelli pour son coup d’État.
Il fut relaxé par les Français mais condamné en seconde instance à un an de prison par les Britanniques et interdit de séjour pour cinq ans à Tanna. Il revint tout de même dans l’île en 1977, 1979, et 1980, puis après l’expiration de l’interdiction. Antoine Fornelli est décédé en Nouvelle-Calédonie à l’âge de 80 ans, le 13 octobre 1999.